# Melicytus ramiflorus
Melicytus ramiflorus är en tvåhjärtbladig växtart. Melicytus ramiflorus ingår i släktet Melicytus och familjen Achariaceae.

## Underarter
Arten delas in i följande underarter:
- M. r. oblongifolius
- M. r. ramiflorus

## Bildgalleri

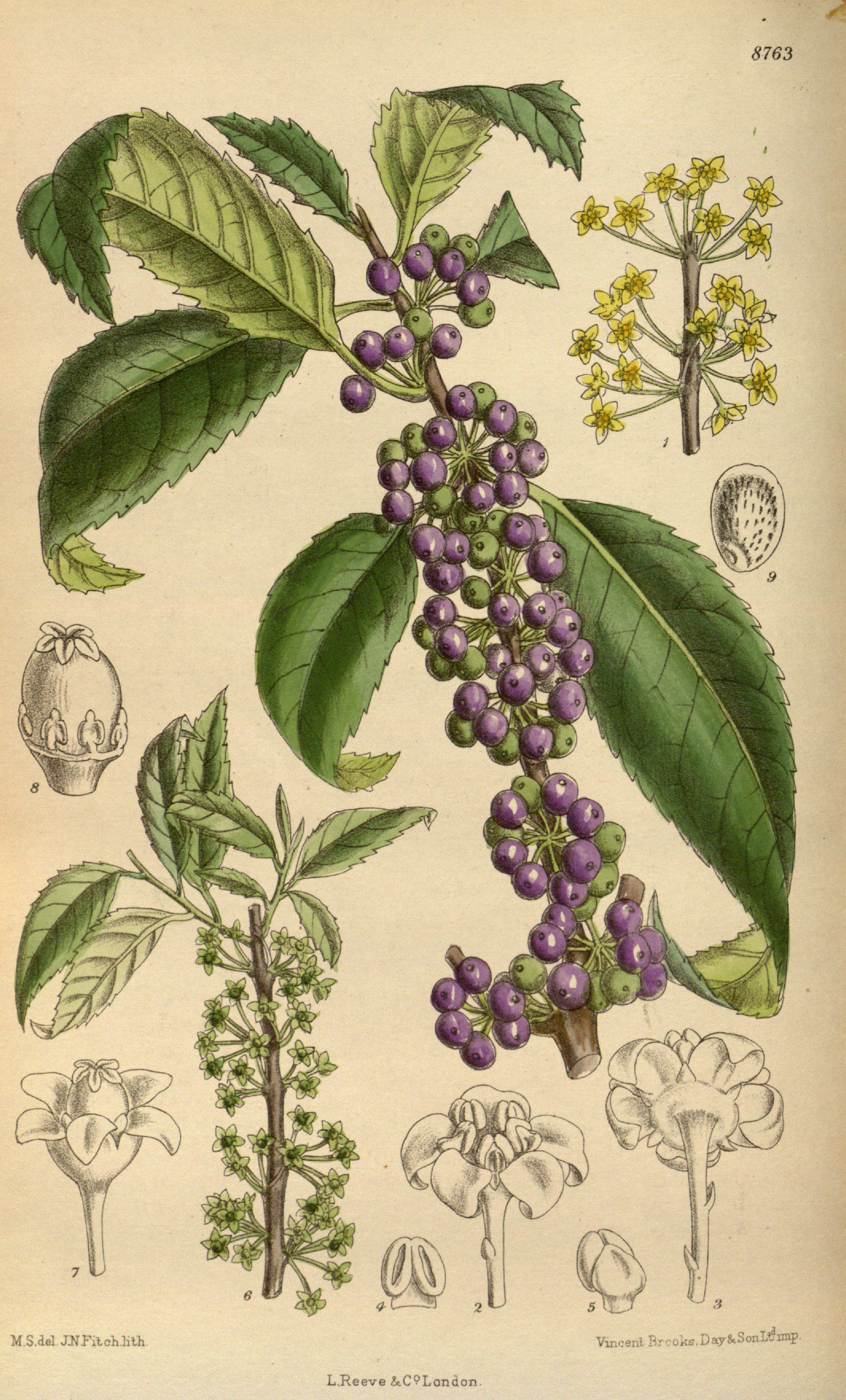
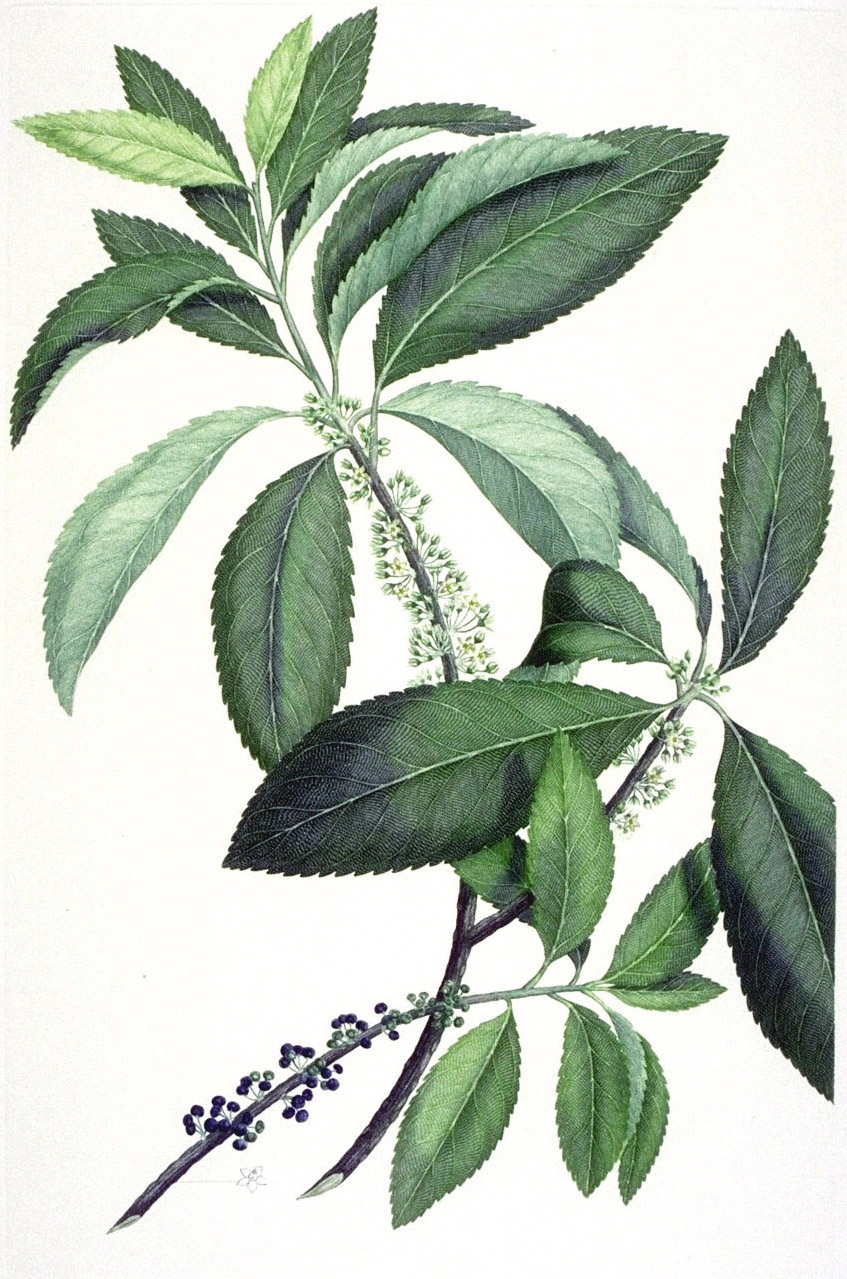